# (414) Liríope
(414) Liríope es un asteroide perteneciente al cinturón exterior de asteroides descubierto el 16 de enero de 1896 por Auguste Honoré Charlois desde el observatorio de Niza, Francia.
Está nombrado por Liríope, un personaje de la mitología griega.

## Características orbitales
Liríope orbita a una distancia media de 3,508 ua del Sol, pudiendo acercarse hasta 3,254 ua. Tiene una excentricidad de 0,07227 y una inclinación orbital de 9,559°. Emplea 2399 días en completar una órbita alrededor del Sol.